# تلمبه آقاجانی
تلمبه آقاجانی یک منطقهٔ مسکونی در ایران است که در دهستان ارزوئیه واقع شده‌است. تلمبه آقاجانی ۸۱ نفر جمعیت دارد.